# Кузнецов, Александр Иванович (генерал-лейтенант)
Алекса́ндр Ива́нович Кузнецо́в (12 сентября 1905, Москва — 17 июня 1982, Москва) — советский хозяйственный и военный деятель, генерал-лейтенант.

## Биография
Родился 12 сентября 1905 года в Москве в семье служащего. Член КПСС с 1925 года.
В феврале 1925 года избран на должность заведующего отделом Красно-Пресненского района РКСМ. Принимал активное участие в создание первых пионерских отрядов на Красной Пресне.
С 1930 по 1935 гг. — слушатель Военно-воздушной инженерной академии имени профессора Н. Е. Жуковского. С 1935 по 1938 гг. — военный представитель на авиационном заводе № 22 в Филях, С мая 1938 года партийный организатор ЦК ВКП(б) завода № 22 в Филях.
С января 1939 года — заместитель Наркома авиационной промышленности СССР по кадрам. С 1942 по 1943 гг. — заместитель Наркома авиационной промышленности — начальник 12-го Главного Управления Наркомата авиационной промышленности СССР, С 1943 по 1946 гг. — заместитель Наркома авиационной промышленности СССР- начальник 10-го Главного управления бомбардировочной авиации Наркомата авиационной промышленности. С марта 1946 года — заместитель министра авиационной промышленности СССР — начальник 10-го Главного управления. С сентября 1947 года по 1953 год — заместитель министра авиационной промышленности СССР по производству моторных агрегатов и приборостроению. Принимал активное участие в выполнении специальных заданий правительства по Атомному проекту, а также в секретных воздушных высокоширотных экспедициях.
С 1953 года — главный инженер по моторо - и приборостроению в НИАТ, который являлся одним из структурных подразделений МАП.
С 16 ноября 1955 года — в отставке.
С 1956 по 1960 гг. находился в служебной командировке в ГДР в качестве советника по оказанию помощи немецким специалистам в создании пассажирского самолёта, который разрабатывался под руководством конструктора Бааде.
С 1960 по 1971 гг. заместитель начальника НИАТ по филиалам.
с 1971 года — на пенсии.
Умер 17 июня 1982 года в Москве. Похоронен на Ваганьковском кладбище Москвы.

## Отзывы современников
Столь же энергичным был и заместитель наркома — начальник главка бомбардировочной авиации Александр Иванович Кузнецов, работавший ранее на одном из авиационных заводов военпредом, а затем парторгом ЦК. В момент назначения он был заместителем наркома по кадрам. Александр Иванович любил авиационную технику, хорошо знал бомбардировщики, производство которых опекал. Оставаясь начальником главка всю войну, Кузнецов много способствовал совершенствованию нашей бомбардировочной авиации.